# Kenza Dahmani
Pour les articles homonymes, voir Dahmani (homonymie).
Kenza Dahmani, née le 18 novembre 1980, est une athlète algérienne, spécialiste des courses de fond.

## Biographie
En 2007, elle est médaillée d'argent du semi-marathon des Jeux panarabes  et des Championnats panarabes et médaillée de bronze du semi-marathon des Jeux africains.
Elle est médaillée de bronze sur 10 000 mètres et du semi-marathon des Jeux méditerranéens de 2009. Aux Championnats panarabes d'athlétisme 2009, elle remporte le semi-marathon et est médaillée de bronze du 10 000 mètres. Elle gagne le Marathon de Toulouse Métropole cette année-là.
Elle remporte le 10 000 mètres des Jeux méditerranéens de 2013 et est médaillée d'argent du 10 000 mètres et du semi-marathon aux Championnats panarabes d'athlétisme 2013.
Elle participe au marathon féminin aux Jeux olympiques d'été de 2016, terminant à la 50e place.
Elle remporte le marathon de Łódź en 2017.

## Palmarès
| Date | Compétition            | Lieu     | Résultat | Épreuve       | Temps           |
| ---- | ---------------------- | -------- | -------- | ------------- | --------------- |
| 2007 | Championnats panarabes | Amman    | 2e       | semi-marathon | 1 h 15 min 42 s |
| 2007 | Jeux panarabes         | Le Caire | 2e       | semi-marathon | 1 h 15 min 37 s |
| 2007 | Jeux africains         | Alger    | 3e       | semi-marathon | 1 h 14 min 10 s |
| 2009 | Jeux méditerranéens    | Pescara  | 3e       | 10 000 m      | 32 min 38 s 44  |
| 2009 | Jeux méditerranéens    | Pescara  | 3e       | semi-marathon | 1 h 12 min 39 s |
| 2009 | Championnats panarabes | Damas    | 3e       | 10 000 m      | 42 min 02 s 60  |
| 2009 | Championnats panarabes | Damas    | 1re      | semi-marathon | 1 h 16 min 36 s |
| 2013 | Championnats panarabes | Doha     | 2e       | 10 000 m      | 35 min 13 s 86  |
| 2013 | Championnats panarabes | Doha     | 2e       | semi-marathon | 1 h 22 min 17 s |
| 2013 | Jeux méditerranéens    | Mersin   | 1re      | 10 000 m      | 32 min 42 s 47  |